# 帕查科納斯區
14°13′23″S 73°01′34″W / 14.22306°S 73.02611°W
帕查科納斯區（西班牙語：Distrito de Pachaconas），是秘魯的一個區，位於該國南部阿普里馬克大區的安塔班巴省，面積226.7平方公里，海拔高度3,438米，2005年人口1,098，人口密度每平方公里4.8人。